# IS-IS
IS-IS (Intermediate System to Intermediate System Protocol) ist ein Link-State Interior Gateway Protocol (ähnlich OSPF), welches durch die ISO-Norm 10589 spezifiziert ist. Ursprünglich (1992) wurde IS-IS für die Verwendung mit dem verbindungslosen Protokoll CLNP entworfen, die Unterstützung für den Einsatz mit IP wurde durch Erweiterungen möglich.
IS-IS kennt vier Message-Typen:
1. Hello (Intermediate System to Intermediate System Hello): Dient der Funktion Capability Announcement und Neighbor Discovery
2. LSP (Link State PDU (Protocol Data Unit)): Transportiert netzwerktopologische Informationen sowie IP-, CLNP- und IPv6-Adressen
3. PSNP (Partial Sequence Number PDU): Zum Senden von Acknowledgements (ACK) sowie Anfragen an den Nachbar-Router nach vollständigen Informationen zu einer Route. Der Router erkennt anhand von CSNP-Nachrichten, ob ihm Informationen fehlen.
4. CSNP (Complete Sequence Number PDU): Eine CSNP enthält eine Zusammenfassung aller LSPs, die in Form der Link State Database (LSDB) auf den Router/IS gespeichert sind. In Broadcast-Netzen wird die CSNP alle zehn Sekunden vom Designated IS (DIS) gesendet. Bei P2P-Links wird diese nur einmal gesendet, sobald der Link aktiv ist. Alle Nachbar-IS erhalten auf diese Weise zusätzlich zu den LSPs Informationen über erfolgte Änderungen. Des Weiteren ist so sichergestellt, dass alle IS über die gleichen Informationen verfügen. Bemerkt ein Router, dass die Informationen einer empfangenen CSNP von denen in seiner LSDB abweichen, so fragt dieser durch Senden einer PSNP die vollständigen Informationen zum betreffenden Eintrag an. Im Broadcast-Netz sendet ihm der DIS daraufhin per LSP die angeforderten Informationen zu. Bei der P2P-Verbindung antwortet das entsprechende Nachbar-IS.

Seit Mitte der 1990er Jahre erlebt IS-IS eine Renaissance bei amerikanischen und europäischen Netzbetreibern. Der Grund hierfür ist in der sehr minimalistischen und dadurch sehr einfach zu implementierenden Protokollarchitektur zu sehen. Darüber hinaus war die erste IS-IS-Implementierung vom Hersteller Cisco wesentlich robuster als z. B. die OSPF-Implementierung, was viele Netzbetreiber bewegt hat, das IS-IS-Protokoll einzusetzen.

## Nachteile von IS-IS gegenüber anderen Routing-Protokollen
Beim Einsatz von IS-IS im IP-Umfeld besteht gegenüber anderen Routing-Protokollen, wie z. B. OSPF, der Nachteil, dass eine Nachbarschaftsbeziehung zwischen Routern dann zustande kommt, wenn eine Kommunikation auf OSI-Schicht 2 erfolgreich ist, gleichzeitig jedoch Probleme oder Inkompatibilität auf OSI-Schicht 3 bestehen (Beispiel: zwei Router wurden fälschlicherweise auf einer LAN-Verbindung mit IP-Adressen aus verschiedenen Subnetzen konfiguriert).

## Freie Software-Implementierungen
- Quagga (Weiterentwicklung von Zebra)